# WTA de Miami
O WTA de Miami – ou Miami Open, atualmente – é um torneio de tênis profissional feminino, de nível WTA 1000.
Realizado em Miami Gardens, no condado de Miami-Dade, no estado da Flórida, nos Estados Unidos, consta ininterruptamente no calendário desde 1985, sendo nessa cidade desde 1987. Os jogos são disputados em quadras duras durante o mês de março. É um dos dois únicos torneios não-Slam - junto de Wells – que se estende por duas semanas, incluindo os qualificatórios.
O piso, do tipo Laykold, é criticado pela lentidão em relação a outras quadras duras no circuito, sujeitando os jogadores a infindáveis trocas de bola sob extremo calor e umidade características da região.

## Histórico
O torneio foi fundado pelo ex-tenista Butch Buchholz [en], que queria criar o primeiro grande torneio da temporada (o Aberto da Austrália era disputado em dezembro naquela época), e ele o apelidou de "Winter Wimbledon". Buchholz entrou em contato com a ATP e a WTA e propôs pagar o prêmio em dinheiro e transferir parte das vendas de bilhetes e direitos de transmissão televisiva às duas associações em troca do direito de organizar o torneio por quinze anos. As duas associações concordaram.
O primeiro torneio foi disputado em fevereiro de 1985 no Laver's International Tennis Resort, em Delray Beach, na Flórida. Buchholz conseguiu trazer Alan Mills [en], o árbitro de Wimbledon, como principal árbitro, bem como Ted Tinling, um conhecido estilista de moda do mundo do tênis desde a década de 1920, como diretor do protocolo. O prêmio de US$ 1,8 milhão era ultrapassado somente pelo prêmio de Wimbledon e do US Open na época. A premiação vem evoluindo desde então até ultrapassar os oito milhões de dólares.
Em 1986, o torneio mudou-se para Boca Raton. Em 1987, foi para Key Biscayne e se estabeleceu por décadas. Em 2019, o estádio de futebol americano Hard Rock Stadium foi adaptado para uma quadra central de tênis, passando a receber o evento. As quadras secundárias foram dispostas na parte externa

## Finais

### Simples
| Ano                                                         | Campeã                  | Vice-campeã          | Resultado     |
| ----------------------------------------------------------- | ----------------------- | -------------------- | ------------- |
| 2025                                                        | Aryna Sabalenka         | Jessica Pegula       | 7–5, 6–2      |
| 2024                                                        | Danielle Collins        | Elena Rybakina       | 7–5, 6–3      |
| 2023                                                        | Petra Kvitová           | Elena Rybakina       | 7–614, 6–2    |
| 2022                                                        | Iga Świątek             | Naomi Osaka          | 6–4, 6–0      |
| 2021                                                        | Ashleigh Barty          | Bianca Andreescu     | 6–3, 4–0, ab. |
| Torneio não realizado em 2020 devido à pandemia de COVID-19 |                         |                      |               |
| 2019                                                        | Ashleigh Barty          | Karolína Plíšková    | 7–61, 6–3     |
| 2018                                                        | Sloane Stephens         | Jeļena Ostapenko     | 7–65, 6–1     |
| 2017                                                        | Johanna Konta           | Caroline Wozniacki   | 6–4, 6–3      |
| 2016                                                        | Victoria Azarenka       | Svetlana Kuznetsova  | 6–3, 6–2      |
| 2015                                                        | Serena Williams         | Carla Suárez Navarro | 6–2, 6–0      |
| 2014                                                        | Serena Williams         | Li Na                | 7–5, 6–1      |
| 2013                                                        | Serena Williams         | Maria Sharapova      | 4–6, 6–3, 6–0 |
| 2012                                                        | Agnieszka Radwańska     | Maria Sharapova      | 7–5, 6–4      |
| 2011                                                        | Victoria Azarenka       | Maria Sharapova      | 6–1, 6–4      |
| 2010                                                        | Kim Clijsters           | Venus Williams       | 6–2, 6–1      |
| 2009                                                        | Victoria Azarenka       | Serena Williams      | 6–3, 6–1      |
| 2008                                                        | Serena Williams         | Jelena Janković      | 6–1, 5–7, 6–3 |
| 2007                                                        | Serena Williams         | Justine Henin        | 0–6, 7–5, 6–3 |
| 2006                                                        | Svetlana Kuznetsova     | Maria Sharapova      | 6–4, 6–3      |
| 2005                                                        | Kim Clijsters           | Maria Sharapova      | 6–3, 7–5      |
| 2004                                                        | Serena Williams         | Elena Dementieva     | 6–1, 6–1      |
| 2003                                                        | Serena Williams         | Jennifer Capriati    | 4–6, 6–4, 6–1 |
| 2002                                                        | Serena Williams         | Jennifer Capriati    | 7–5, 7–6      |
| 2001                                                        | Venus Williams          | Jennifer Capriati    | 4–6, 6–1, 7–6 |
| 2000                                                        | Martina Hingis          | Lindsay Davenport    | 6–3, 6–2      |
| 1999                                                        | Venus Williams          | Serena Williams      | 6–1, 4–6, 6–4 |
| 1998                                                        | Venus Williams          | Anna Kournikova      | 2–6, 6–4, 6–1 |
| 1997                                                        | Martina Hingis          | Monica Seles         | 6–2, 6–1      |
| 1996                                                        | Steffi Graf             | Chanda Rubin         | 6–1, 6–3      |
| 1995                                                        | Steffi Graf             | Kimiko Date          | 6–1, 6–4      |
| 1994                                                        | Steffi Graf             | Natalia Zvereva      | 4–6, 6–1, 6–2 |
| 1993                                                        | Arantxa Sánchez Vicario | Steffi Graf          | 6–4, 3–6, 6–3 |
| 1992                                                        | Arantxa Sánchez Vicario | Gabriela Sabatini    | 6–1, 6–4      |
| 1991                                                        | Monica Seles            | Gabriela Sabatini    | 6–3, 7–5      |
| 1990                                                        | Monica Seles            | Judith Wiesner       | 6–1, 6–2      |
| 1989                                                        | Gabriela Sabatini       | Chris Evert          | 6–1, 4–6, 6–2 |
| 1988                                                        | Steffi Graf             | Chris Evert          | 6–4, 6–4      |
| 1987                                                        | Steffi Graf             | Chris Evert-Lloyd    | 6–1, 6–2      |
| 1986                                                        | Chris Evert-Lloyd       | Steffi Graf          | 6–4, 6–2      |
| 1985                                                        | Martina Navrátilová     | Chris Evert-Lloyd    | 6–2, 6–4      |

### Duplas
| Ano                                                         | Campeãs                                  | Vice-campeãs                            | Resultado         |
| ----------------------------------------------------------- | ---------------------------------------- | --------------------------------------- | ----------------- |
| 2025                                                        | Mirra Andreeva Diana Shnaider            | Cristina Bucșa Miyu Kato                | 6–3, 65–7, [10–2] |
| 2024                                                        | Sofia Kenin Bethanie Mattek-Sands        | Gabriela Dabrowski Erin Routliffe       | 4–6, 7–65, [11–9] |
| 2023                                                        | Coco Gauff Jessica Pegula                | Leylah Fernandez Taylor Townsend        | 7–66, 6–2         |
| 2022                                                        | Laura Siegemund Vera Zvonareva           | Veronika Kudermetova Elise Mertens      | 7–63, 7–5         |
| 2021                                                        | Shuko Aoyama Ena Shibahara               | Hayley Carter Luisa Stefani             | 6–2, 7–5          |
| Torneio não realizado em 2020 devido à pandemia de COVID-19 |                                          |                                         |                   |
| 2019                                                        | Elise Mertens Aryna Sabalenka            | Samantha Stosur Zhang Shuai             | 7–65, 6–2         |
| 2018                                                        | Ashleigh Barty Coco Vandeweghe           | Barbora Krejčíková Kateřina Siniaková   | 6–2, 6–1          |
| 2017                                                        | Gabriela Dabrowski Xu Yifan              | Sania Mirza Barbora Strýcová            | 6–4, 6–3          |
| 2016                                                        | Bethanie Mattek-Sands Lucie Šafářová     | Tímea Babos Yaroslava Shvedova          | 6–3, 6–4          |
| 2015                                                        | Martina Hingis Sania Mirza               | Ekaterina Makarova Elena Vesnina        | 7–5, 6–1          |
| 2014                                                        | Martina Hingis Sabine Lisicki            | Ekaterina Makarova Elena Vesnina        | 4–6, 6–4, [10–5]  |
| 2013                                                        | Nadia Petrova Katarina Srebotnik         | Lisa Raymond Laura Robson               | 6–1, 7–62         |
| 2012                                                        | Maria Kirilenko Nadia Petrova            | Sara Errani Roberta Vinci               | 7–60, 4–6, [10–4] |
| 2011                                                        | Daniela Hantuchová Agnieszka Radwańska   | Liezel Huber Nadia Petrova              | 7–65, 2–6, [10–8] |
| 2010                                                        | Gisela Dulko Flavia Pennetta             | Nadia Petrova Samantha Stosur           | 6–3, 4–6, [10–7]  |
| 2009                                                        | Svetlana Kuznetsova Amélie Mauresmo      | Květa Peschke Lisa Raymond              | 4–6, 6–3, [10–3]  |
| 2008                                                        | Katarina Srebotnik Ai Sugiyama           | Cara Black Liezel Huber                 | 7–5, 4–6, [10–3]  |
| 2007                                                        | Lisa Raymond Samantha Stosur             | Cara Black Liezel Huber                 | 6–4, 3–6, [10–2]  |
| 2006                                                        | Lisa Raymond Samantha Stosur             | Liezel Huber Martina Navrátilová        | 6–4, 7–5          |
| 2005                                                        | Svetlana Kuznetsova Alicia Molik         | Lisa Raymond Rennae Stubbs              | 7–5, 56–7, 6–2    |
| 2004                                                        | Nadia Petrova Meghann Shaughnessy        | Svetlana Kuznetsova Elena Likhovtseva   | 6–2, 6–3          |
| 2003                                                        | Liezel Huber Magdalena Maleeva           | Shinobu Asagoe Nana Miyagi              | 6–4, 3–6, 7–5     |
| 2002                                                        | Lisa Raymond Rennae Stubbs               | Virginia Ruano Pascual Paola Suárez     | 7–64, 46–7, 6–3   |
| 2001                                                        | Arantxa Sánchez Vicario Nathalie Tauziat | Lisa Raymond Rennae Stubbs              | 6–0, 6–4          |
| 2000                                                        | Julie Halard-Decugis Ai Sugiyama         | Nicole Arendt Manon Bollegraf           | 4–6, 7–5, 6–4     |
| 1999                                                        | Martina Hingis Jana Novotná              | Mary Joe Fernández Monica Seles         | 0–6, 6–4, 7–61    |
| 1998                                                        | Martina Hingis Jana Novotná              | Arantxa Sánchez Vicario Natasha Zvereva | 6–2, 3–6, 6–3     |
| 1997                                                        | Arantxa Sánchez Vicario Natasha Zvereva  | Sabine Appelmans Miriam Oremans         | 6–4, 6–2          |
| 1996                                                        | Jana Novotná Arantxa Sánchez Vicario     | Meredith McGrath Larisa Savchenko       | 6–4, 6–4          |
| 1995                                                        | Jana Novotná Arantxa Sánchez Vicario     | Gigi Fernández Natasha Zvereva          | 7–5, 2–6, 6–3     |
| 1994                                                        | Gigi Fernández Natalia Zvereva           | Patty Fendick Meredith McGrath          | 6–3, 6–1          |
| 1993                                                        | Jana Novotná Larisa Neiland              | Jill Hetherington Kathy Rinaldi         | 6–2, 7–5          |
| 1992                                                        | Arantxa Sánchez Vicario Larisa Neiland   | Jill Hetherington Kathy Rinaldi         | 7–5, 5–7, 6–3     |
| 1991                                                        | Mary Joe Fernández Zina Garrison-Jackson | Gigi Fernández Jana Novotná             | 7–5, 6–2          |
| 1990                                                        | Jana Novotná Helena Suková               | Betsy Nagelsen Robin White              | 6–4, 6–3          |
| 1989                                                        | Jana Novotná Helena Suková               | Gigi Fernández Lori McNeil              | 7–65, 6–4         |
| 1988                                                        | Steffi Graf Gabriela Sabatini            | Gigi Fernández Zina Garrison            | 7–66, 6–3         |
| 1987                                                        | Martina Navrátilová Pam Shriver          | Claudia Kohde-Kilsch Helena Suková      | 6–3, 7–66         |
| 1986                                                        | Pam Shriver Helena Suková                | Chris Evert-Lloyd Wendy Turnbull        | 6–2, 6–3          |
| 1985                                                        | Gigi Fernández Martina Navrátilová       | Kathy Jordan Hana Mandlíková            | 7–64, 6–2         |